# 科佩爾車站
科佩爾車站是位於斯洛文尼亞港口城市科佩爾的鐵路車站，由斯洛維尼亞鐵路營運，啟用於1967年。